# 中央對臺工作領導小組
中央对台工作领导小组，是中国共产党中央委员会负责领导台湾工作的议事协调机构，负责领导对台工作。
中共中央对台工作领导小组的办事机构为中共中央台湾工作办公室（加挂国务院台湾事务办公室牌子）

## 沿革
1950年，朝鲜战争爆发，美军进驻台湾。因抗美援朝战争，直到1953年朝鲜停战，尤其是1954年日内瓦会议和平解决朝鲜和印度支那问题后，台湾问题才被中共中央提到重要议事日程上。
1950年代中期，国际形势发生了很多新变化。中国大陆经济建设已成为主要任务。台湾于1955年前后完成“党改”、“土改”工作，政局趋于稳定。在国际，朝鲜停战得以维持，印度支那问题和平解决的协议也已达成，美国不想过深卷入与中华人民共和国的对抗。中华人民共和国武力解放台湾又缺乏强大的海军、空军支持，且又有美国的阻力。
在此形势下，中国共产党中央委员会主席毛泽东逐渐考虑在不放弃武力攻打台湾及其附近岛屿的同时，探索其他和平解放办法。中共中央和毛泽东决定由国务院总理周恩来负责此项工作。1954年7月，毛泽东致函周恩来，指示加强对台工作，以完成祖国统一。根据毛泽东建议，1954年7月中共中央决定成立“中央对台小组”（后来改称“中央对台工作领导小组”），由周恩来直接领导对台工作。该小组是中共中央系统内最早成立的领导小组。该小组由李克农和罗瑞卿负责，小组成员有徐冰、罗青长、凌云、童小鹏。
据童小鹏回忆，1956年以前，中共中央对台方针主要是武力解放台湾。1956年，中华人民共和国即将进入全面建设社会主义时期。在当时的国际国内形势下，争取用和平方式解放台湾，并且同蒋介石进行第三次合作的思想变得明确。周恩来等领导人在不同场合多次向台湾方面传递主张和谈的信息。此后两岸开展了多次密使往来。
1966年文化大革命爆发后，对台工作陷于停滞。1975年12月20日，周恩来约罗青长谈对台工作，询问台湾近况及在台湾的老朋友情况，嘱咐不要忘记对人民做过有益事情的人。其间周恩来两次昏迷，最终不得不终止谈话。这是周恩来最后一次约中央部门负责人谈话。
1955年，中共中央成立中央对台工作领导小组办公室，设在中共中央调查部，主任由周恩来总理办公室主任齐燕铭兼，杨荫东负责具体工作。文化大革命后期，杨荫东兼任中央对台工作领导小组办公室副主任，配合中央有关部门参加特赦战犯，特赦台湾武装特务，清理监狱，宽大释放国民党县团以上人员，落实投诚起义人员政策，处理右派等工作，持续五年。
1979年12月，恢复中央对台工作领导小组。1979年底，邓小平亲自主持对台工作，邓颖超、廖承志负责中央对台工作领导小组。中央对台工作领导小组办公室列为中共中央直属单位，杨荫东任副主任，1982年春任主任，1985年9月离职。
1991年3月27日，中共中央、国务院决定，原中央对台工作领导小组和国务院台湾事务办公室合并，成立中共中央台湾工作办公室，该办公室同时也是国务院台湾事务办公室。中央对台工作小组由中共中央政治局常委会直接领导，日常工作由中共中央台湾工作办公室承办。
1993年6月24日，中共中央决定，成立中央对台工作领导小组。

## 组成人员
| 1979年12月至1991年3月的组成人员是： 组长 - 邓颖超（1979年12月27日—1987年8月26日，中共中央政治局委员、中央纪委第二书记） - 杨尚昆（1987年8月26日—1991年3月27日，中共中央政治局委员、国家主席） 常务副组长 - 廖承志（1979年12月—1983年6月10日逝世） 副组长 - 罗青长（1979年12月—1983年） - 汪锋（1981年10月—1987年4月，专职） - 吴学谦（1988年8月—1991年3月27日） 成员 - 杨静仁（1982年—1986年1月，中共中央统战部部长兼国家民委主任） - 丁关根（1988年7月—？，中共中央政治局候补委员，国家计委副主任） …… | 1991年3月至1993年6月中央对台工作小组组成人员是： 组长 - 杨尚昆（国家主席兼任，1991年3月27日—1992年10月） 副组长 - 吴学谦（国务院副总理兼任，1991年3月27日—1992年10月） 成员 （不详） |

| 1993年6月中共中央决定成立中央对台工作领导小组时的组成人员是： 组长 - 江泽民（中共中央总书记、国家主席） 副组长 - 钱其琛（国务院副总理兼外交部部长） 成员 - 王兆国（中共中央统战部长、国务院台湾事务办公室主任） - 贾春旺（国家安全部部长） - 熊光楷（总参谋长助理兼总参谋部情报部部长） - 汪道涵（海峡两岸关系协会会长） | 1997年10月经中共中央调整后的组成人员是： 组长 - 江泽民（中共中央总书记，国家主席，中央军委主席） 副组长 - 钱其琛（中共中央政治局委员，国务院副总理） 成员 - 曾庆红（中共中央政治局候补委员、书记处书记） - 王兆国（全国政协副主席，中共中央统战部部长） - 汪道涵（海峡两岸关系协会会长） - 熊光楷（总参谋部副总参谋长） - 许永跃（国家安全部部长） - 陈云林（中共中央台湾工作办公室主任、国务院台湾事务办公室主任） 秘书长 - 曾庆红（兼） |

| 2000年10月经中共中央调整后的组成人员是： 组长 - 江泽民（中共中央总书记，国家主席，中央军委主席） 副组长 - 钱其琛（中共中央政治局委员，国务院副总理） 成员 - 张万年（中共中央政治局委员、书记处书记、军委副主席） - 王兆国（全国政协副主席，中共中央统战部部长） - 汪道涵（海峡两岸关系协会会长） - 熊光楷（总参谋部副总参谋长） - 许永跃（国家安全部部长） - 陈云林（中共中央台湾工作办公室主任、国务院台湾事务办公室主任） 秘书长 - 熊光楷（兼） | 2002年11月经中共中央调整后的组成人员是： 组长 - 胡锦涛（中共中央总书记） 副组长 - 贾庆林（中共中央政治局常委） 成员 - 郭伯雄（中共中央政治局委员、军委副主席） - 王刚（中共中央政治局候补委员、书记处书记） - 刘延东（中共中央统战部部长） - 汪道涵（海峡两岸关系协会会长） - 熊光楷（总参谋部副总参谋长） - 许永跃（国家安全部部长） - 陈云林（中共中央台湾工作办公室主任、国务院台湾事务办公室主任） |

| 2003年3月经中共中央调整后的组成人员是： 组长 - 胡锦涛（中共中央总书记，国家主席，中央军委主席） 副组长 - 贾庆林（中共中央政治局常委，全国政协主席） 成员 - 郭伯雄（中共中央政治局委员、中央军委副主席） - 王刚（中共中央政治局候补委员、书记处书记） - 唐家璇（国务委员） - 刘延东（全国政协副主席，中共中央统战部部长） - 汪道涵（海峡两岸关系协会会长） - 熊光楷（总参谋部副总参谋长） - 许永跃（国家安全部部长） - 陈云林（中共中央台湾工作办公室主任、国务院台湾事务办公室主任） 秘书长 - 唐家璇（兼） | 2008年经中共中央调整后的组成人员是： 组长 - 胡锦涛（中共中央总书记，国家主席，中央军委主席） 副组长 - 贾庆林（中共中央政治局常委，全国政协主席） 成员 - 王岐山（中共中央政治局委员、国务院副总理） - 刘云山（中共中央政治局委员、书记处书记、中共中央宣传部部长） - 刘延东（中共中央政治局委员、国务委员） - 郭伯雄（中共中央政治局委员、中央军委副主席） - 王刚（中共中央政治局委员、全国政协副主席） - 戴秉国（国务委员） - 杜青林（全国政协副主席、中共中央统战部部长） - 陈云林（海峡两岸关系协会会长） - 王毅（中央台湾工作办公室主任、国务院台湾事务办公室主任） - 耿惠昌（国家安全部部长） - 马晓天（解放军副总参谋长） 秘书长 - 戴秉国（兼） |

| 2013年经中共中央调整后的组成人员是： 组长 - 习近平（中共中央总书记、国家主席、中央军委主席） 副组长 - 俞正声（中共中央政治局常委，全国政协主席） 成员 - 王岐山（中共中央政治局常委、中央纪委书记） - 刘奇葆（中共中央政治局委员、中央书记处书记、中共中央宣传部部长） - 杨晶（中共中央书记处书记，国务委员） - 杜青林（中共中央书记处书记，全国政协副主席） - 范长龙（中共中央政治局委员，中央军委副主席） - 杨洁篪（国务委员） - 张志军（中共中央台湾工作办公室主任、国务院台湾事务办公室主任） - 高虎城（商务部部长） - 耿惠昌（国家安全部部长） - 孙建国（解放军副总参谋长） 秘书长 - 杨洁篪（兼） | 2018年经中共中央调整后的组成人员是： 组长 - 习近平（中共中央总书记、国家主席、中央军委主席） 副组长 - 汪洋（中共中央政治局常委，全国政协主席） 成员 - 劉鶴（中共中央政治局委员、國務院副總理） - 丁薛祥（中共中央政治局委员、中央书记处书记、中央辦公廳主任） - 黃坤明（中共中央政治局委员、中央书记处书记、中央宣传部部长） - 許其亮（中共中央政治局委员，中央军委副主席） - 王毅（国务委员兼外交部部長） - 杨洁篪（中共外事委員會辦公室主任） - 尤權（中央統戰部部長） - 劉結一（中共中央台湾工作办公室主任、国务院台湾事务办公室主任） - 鍾山（商务部部长） - 陳文清（国家安全部部长） 秘书长 - 杨洁篪（兼） |

## 办事机构
中央对台工作领导小组的办事机构是中共中央台湾工作办公室（与国务院台湾事务办公室是一个机构两块牌子，列入中共中央直属机构序列）。